# Ibrahima Sory Souare
Ibrahima Sory Souare (Conacri, 14 de julho de 1982) é um futebolista profissional guineense que atua como meia.

## Carreira
Ibrahima Sory Souare representou o elenco da Seleção Guineense de Futebol no Campeonato Africano das Nações de 2006.